# PSR B1257+12
|  | Aquest article tracta sobre el púlsar. Si cerqueu la criatura mitològica, vegeu «Lich». |

PSR B1257+12, prèviament designat PSR 1257+12, alternativament designat PSR J1300+1240, també anomenat Lich, és un púlsar situat a 2.300 anys llum del Sol a la constel·lació de la Verge.
El púlsar té un sistema planetari amb tres planetes extrasolars coneguts, anomenats "Draugr" (PSR B1257+12 b o PSR B1257+12 A), "Poltergeist" (PSR B1257+12 c, o PSR B1257+12 B) i "Phobetor" (PSR B1257+12 d, o PSR B1257+12 C), respectivament. Van ser els primers planetes extrasolars i els primers planetes de púlsar en ser descoberts; B i C el 1992 i A el 1994. A és el planeta de menor massa descobert per qualsevol tècnica observacional, amb una mica menys del doble de la massa de la Lluna de la Terra.

## Nomenclatura
La convenció que va sorgir per designar els púlsars va ser utilitzar les lletres PSR (Pulsating Source of Radio, font de ràdio de pols) seguida per l'ascensió recta i els graus de declinació. La convenció moderna consta del prefix els nombres més antics amb una B que significa que les coordenades són per a l'època 1950.0. Tots els nous púlsars tenen una J que indica les coordenades 2000.0 i també tenen declinació incloent minuts. Els pulsars que es van descobrir abans de 1993 tendeixen a mantenir els seus noms B en lloc d'utilitzar els seus noms J, però tots els púlsars tenen un nom J que proporciona coordenades més precises de la seva ubicació al cel.
En el seu descobriment, els planetes van ser designats PSR 1257+12 A, B, i C, ordenat per l'augment de la distància. Es va establir abans de la convenció que els planetes extrasolars rebien designacions que consistien en el nom de l'estrella seguit de minúscules de lletres romanes començant amb "b", per ordre de descobriment. No obstant això, apareixen en aquesta última convenció en bases de dades astronòmiques com ara SIMBAD i l'Extrasolar Planets Encyclopaedia, amb A esdevenint b, B amb c, i C amb d.
El juliol de 2014, la Unió Astronòmica Internacional va llançar un procés per donar noms propis a certs exoplanetes i les seves estrelles amfitriones. El procés va consistir en el nomenament i votació pública dels nous noms. El desembre de 2015, la UAI va anunciar els noms guanyadors, presentats pel Planetari Südtirol Alto Adige a Karneid, Itàlia, on es va establir el nom Lich pel púlsar i Draugr, Poltergeist i Phobetor pels planetes A, B i C, respectivament:
- Un lich és una criatura mort vivent fictícia coneguda per controlar altres creatures mortes vivents amb màgia.
- Draugr es refereix a criatures mortes vivents de la mitologia nòrdica.
- Poltergeist és el nom de les forces sobrenaturals que creen pertorbacions físiques, de l'alemany per "fantasma sorollós".
- Phobetor és a Les Metamorfosis d'Ovidi, un dels mil fills de Somnus (Somni) que apareix en somnis en forma de bèsties.[13]

El 2016, la UAI va organitzar un grup de treball per anomenar les estrelles (Working Group on Star Names o WGSN) per catalogar i estandarditzar noms propis per a les estrelles (incloent-hi restes estel·lars). En el seu primer butlletí de juliol de 2016, el WGSN va reconèixer explícitament els noms dels exoplanetes i les seves estrelles amfitriones aprovades pel Grup de Treball de la Comissió Executiva Pública de Planetes i Satèl·lits Planetaris, inclosos els noms d'estrelles adoptades durant la campanya de 2015 NameExoWorlds. Aquest romanent estel·lar s'inclou ara al catàleg de noms d'estrelles de la UAI.

## Púlsar

### Descobriment
PSR B1257+12 va ser descobert per l'astrònom polonès Aleksander Wolszczan el 9 de febrer de 1990 utilitzant el ràdiotelescopi d'Arecibo. És un púlsar de mil·lisegons, un tipus d'estrella de neutrons, amb un període de rotació de 6,22 mil·lisegons (9650 rpm), i es va trobar que tenia anomalies en el període de pulsacions, el que va conduir a investigacions sobre la causa dels polsos irregulars. Al 1992 Wolszczan i Dale Frail van publicar un document famós sobre el primer descobriment confirmat de planetes fora del nostre sistema solar. Mitjançant mètodes refinats, es va trobar un planeta més en òrbita d'aquest púlsar el 1994.

### Característiques
Es calcula que el púlsar té una massa d'1,4 M☉, que és típic per a la majoria de les estrelles de neutrons i els púlsars. També es calcula que el radi està al voltant 10 quilòmetres (~0,000015 R☉), també comú per a púlsars i estrelles de neutrons. El púlsar és extremadament calent, amb una temperatura de superfície igual o inferior a 28.856 K. El púlsar es va formar fa cosa d'un a tres mil milions d'anys com a resultat d'un nan blanc transformant-se en una estrella de neutrons de gir ràpid durant el procés de fusió entre dues nanes blanques.
El descobriment va estimular una recerca de planetes que orbitaven altres púlsars, però resulta que aquests planetes són rars; només uns altres quatre planetes de púlsar, en òrbita de PSR B1620-26, PSR B0943+10, i PSR B0329+54, han sigut confirmats.

## Sistema planetari

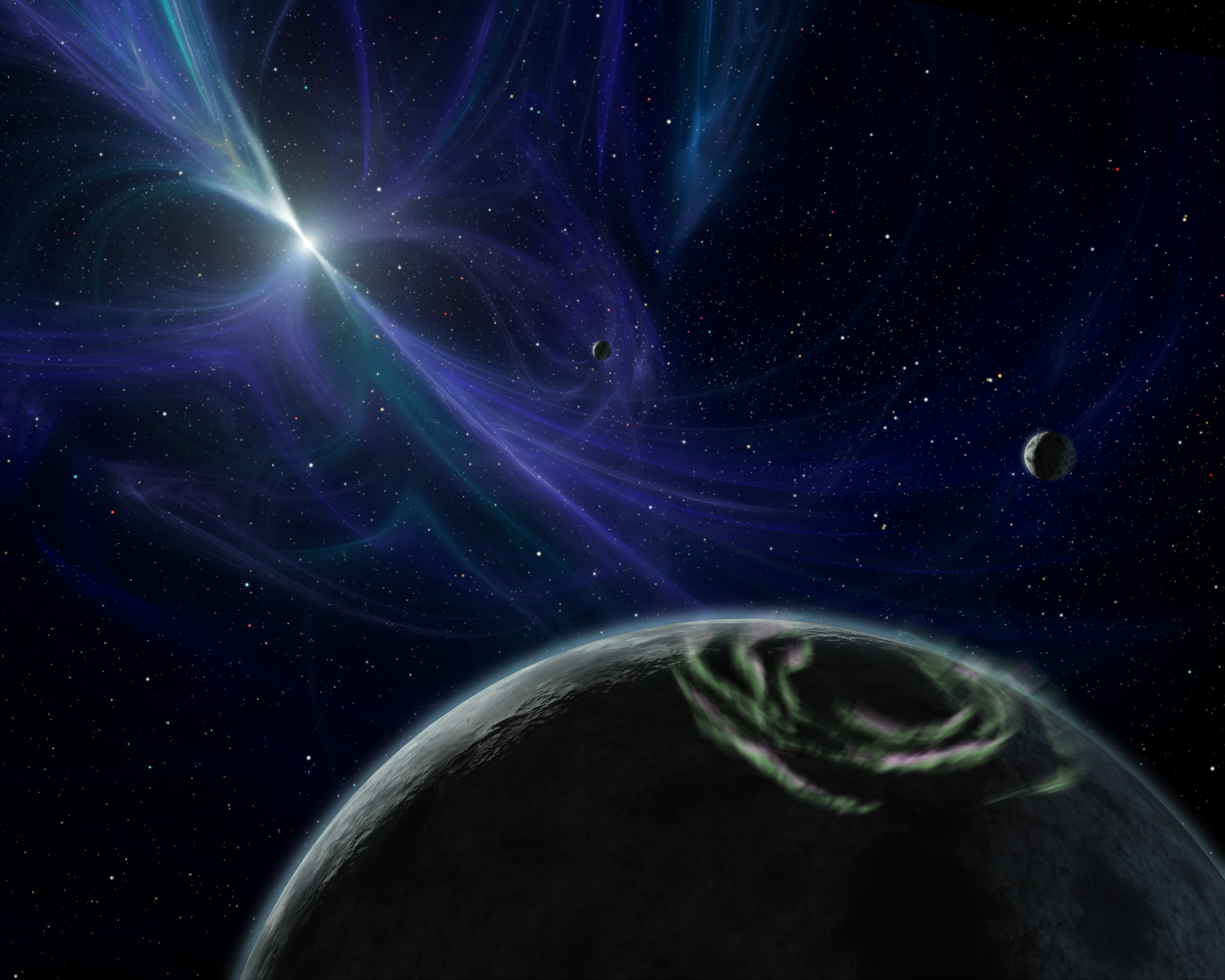
Concepció artística del sistema Lich.

El 1992 a l'observatori d'Arecibo, Aleksander Wolszczan i Dale Frail van descobrir que el púlsar tenia dos planetes orbitant-lo. Aquests van ser els primers planetes extrasolars descoberts orbitant un púlsar, el descobriment va sorprendre a molts astrònoms que només esperaven trobar planetes al voltant d'estrelles de la seqüència principal. Però la incertesa va envoltar el sistema, perquè una suposada detecció d'un planeta anterior al voltant de PSR 1829-10 va haver de descartar-se a causa d'errors en els càlculs. Més tard es va descobrir un planeta addicional. A més, s'ha detectat que aquest sistema pot tenir un cinturó d'asteroides o un cinturó de Kuiper.
| Companya (per ordre des de l'estrella) | Massa            | Semieix major (ua) | Període orbital (dies) | Excentricitat   | Inclinació | Radi |
| -------------------------------------- | ---------------- | ------------------ | ---------------------- | --------------- | ---------- | ---- |
| A (b / Draugr)                         | 0,020 ± 0,002 M⊕ | 0,19               | 25,262 ± 0,003         | 0,0             | —°         | —    |
| B (c / Poltergeist)                    | 4,3 ± 0,2 M⊕     | 0,36               | 66,5419 ± 0,0001       | 0,0186 ± 0,0002 | —°         | —    |
| C (d / Phobetor)                       | 3,9 ± 0,2 M⊕     | 0,46               | 98,2114 ± 0,0002       | 0,0252 ± 0,0002 | —°         | —    |

Es creu que els planetes poden ser els nuclis rocosos d'antics gegants gasosos, o el resultat d'una segona formació planetària com a resultat de romanents de supernova. En cas de tractar-se de restes de planetes de l'estrella abans de la supernova, serien gegants gasosos amb nuclis rocosos enormes, les atmosferes dels quals van ser escombrades per l'ona de xoc de la supernova.

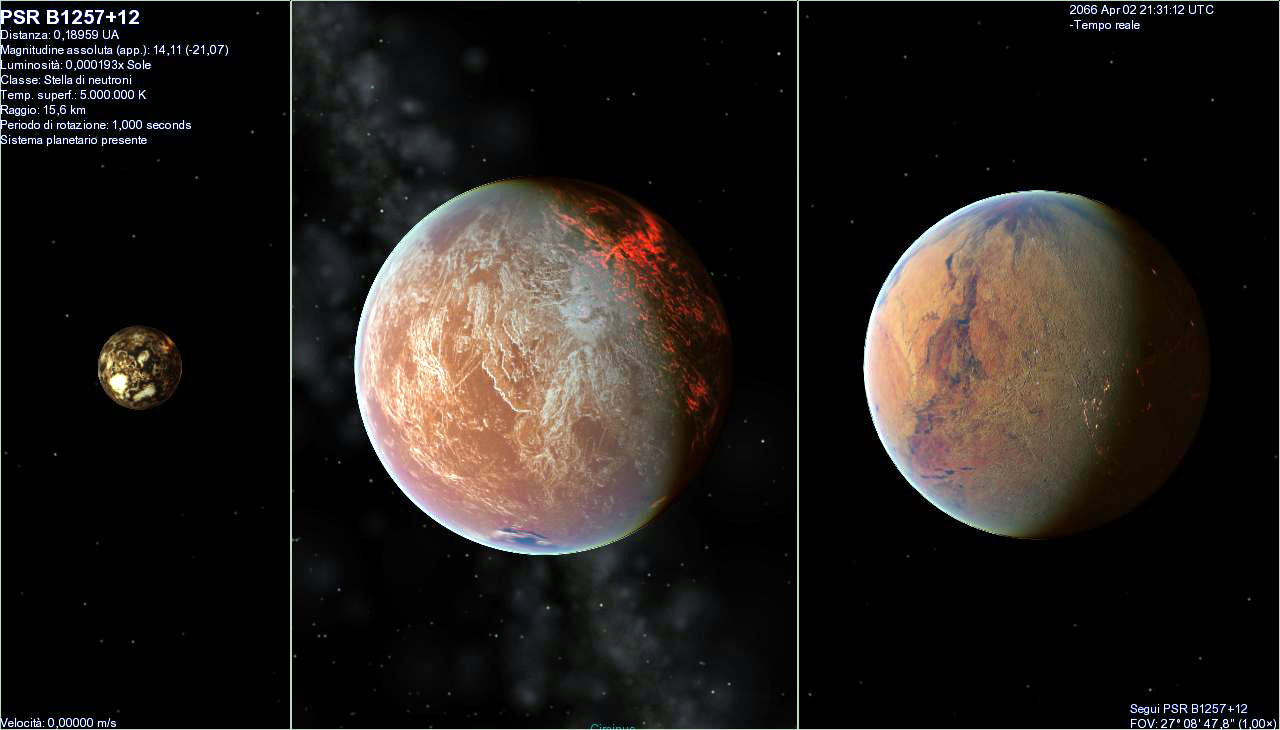
Draugr, Poltergeist i Phobetor.

Els planetes de Lich van ser designats de la b a la d ordenant-los segons la distància mitjana del púlsar, a diferència dels planetes al voltant d'estrelles normals que es nomenen segons el primer planeta descobert.

### Draugr
Draugr és el planeta més interior, té una distància de 0,19 ua del púlsar, amb un període orbital d'aproximadament 25 dies. El 1997, s'havia dit que aquest planeta havia estat format pel vent solar, però aquesta afirmació ha estat refutada. Té, aproximadament, una massa menys que 0,02 vegades la terrestre (50 vegades menor), sent un dels més petits descoberts fins ara.

### Poltergeist
Poltergeist és el segon planeta en distància orbital amb una distància de 0,36 ua i un període orbital d'aproximadament 66 dies. El planeta és més de quatre vegades més massiu que la Terra. Com Poltergeist i Phobetor estan a prop l'un de l'altre, causen pertorbacions mesurables en les òrbites de cadascun. Com s'esperava, les pertorbacions van ser descobertes confirmant que els planetes existeixen. Les masses exactes dels dos planetes, així com les seves inclinacions, van ser mesurades calculant les interferències d'un planeta amb l'altre.

### Phobetor
Phobetor és el tercer planeta en distància orbital del púlsar amb una distància mitjana orbital de 0,46 ua i amb un període orbital d'aproximadament 98 dies. És gairebé quatre vegades més massiu que la Terra.

### Possible objecte asteroidal (Lich e)
Se sospita de l'existència d'un objecte de tipus asteroidal a una distància mitjana orbital de 2,6 ua amb un període orbital d'aproximadament 3,5 anys. L'objecte és tan petit que no es considera planeta, però és el primer asteroide o cometa detectat en una altra estrella (semblant als objectes del cinturó de Kuiper del sistema solar).
És possible que aquest objecte sigui el membre més gran d'un cinturó d'objectes menors al voltant del púlsar. La seva massa té un límit superior de 0,2 Plutons (0,0004 Terres) i un diàmetre màxim de 1000 quilòmetres. Aquest objecte encara no estaria confirmat.

## Publicacions
- Wolszczan, A. «Confirmation of Earth Mass Planets Orbiting the Millisecond Pulsar PSR B1257+12» ( PDF). Science, 264, 5158, 1994, pàg. 538–542. Arxivat de l'original el 20 juliol 2011. Bibcode: 1994Sci...264..538W. DOI: 10.1126/science.264.5158.538. PMID: 17732735.Arxivat 20 de juliol 2011 a Wayback Machine.
- Wolszczan, A.; etal «Timing Observations of Four Millisecond Pulsars with the Arecibo and Effelsberg Radio Telescopes». The Astrophysical Journal, 528, 2, 2000, pàg. 907–912. Bibcode: 2000ApJ...528..907W. DOI: 10.1086/308206.
- Salter, C. «Radio Astronomy Highlights» ( PDF). Arecibo Newsletter, 33, 2001. Arxivat de l'original el 2008-12-19 [Consulta: 23 juny 2009].